# 渚にまつわるエトセトラ
「渚にまつわるエトセトラ」（なぎさにまつわるエトセトラ）は、PUFFYの4枚目のシングル。1997年4月16日発売。発売元はエピックレコードジャパン。

## 解説
- 「アジアの純真」以来となる、作詞が井上陽水、作曲が奥田民生の曲。
- PVでは吉村由美がバンジージャンプに挑戦しており、振り付けは西城秀樹の「YOUNG MAN (Y.M.C.A.)」をモチーフにしている。ちなみにフジテレビの27時間テレビに出演時、西城本人とこれら2曲のメドレーで共演した。
- 本作のジャケットと前作「サーキットの娘」のジャケットは、2枚並べると1枚のイラストになるという仕掛けが施されている。
- カラオケバージョンは通常のバージョンと違い、エンディングのパーカッション・ソロがフェードアウトせず完全版となっている。
- この曲の歌詞のおかげで、二人はカニを食べに行くと店員に感謝されるらしい[1]。また、作詞を手がけた井上陽水、彼の娘である依布サラサも揃ってカニが大好物とのことで、陽水はこの歌詞を書き上げた時「いいねぇ」と絶賛したという。
- 累計売上は110万枚[2]。
- 歌詞中に登場する「ハリソン・フォード」本人にインタビューを行った際、この曲をアカペラで披露した。
- 2010年、Tomato n' Pineによりカバーされた。
- 2010年より、JR西日本城崎温泉駅の発車メロディとして、冬季限定で使用されている。
- シングル発売から19年経過後、PUFFY自身紅白歌合戦初出場だった2016年末「第67回NHK紅白歌合戦」では、「PUFFY 20周年紅白スペシャル」として紅組トップバッターで出演し、当曲を披露した[注 1]。

※ 尚とんねるずは「ほんとのうたばん」でPVを過激にものまねしている。石橋が亜美、木梨が由美を担当した。

## 収録曲
1. 渚にまつわるエトセトラ [3:52]
作詞：井上陽水、作曲・編曲：奥田民生
2. 渚にまつわるエトセトラ（オリジナル・カラオケ） [4:31]

## 収録アルバム
- JET CD (#1)
- The Very Best of Puffy / amiyumi jet fever (#1)
- Hit&Fun (#1)
- PUFFY karaoke PLAYLIST (#2)　配信アルバム

## タイアップ
- キリンビバレッジ「天然育ち」CMソング
- テレビ神奈川「saku saku morning call」オープニング・テーマ

## その他
- 兵庫県のJR西日本山陰本線城崎温泉駅では列車入線メロディとしてこの曲が冬季限定で使用される。